# Rubén Gómez González
Rubén Gómez González (Santander, Cantabria, 29 de abril de 1983) es un político español que ejerció como portavoz de Ciudadanos en el Parlamento de Cantabria durante la IX legislatura (2015-2019) y diputado por Cantabria en el Congreso durante la XIII legislatura de España.

## Biografía
Nació en Santander y reside en Soto de la Marina, Santa Cruz de Bezana. Es graduado en Física por  la Universidad de Cantabria —cursó estudios de la licenciatura en Física y, una vez el plan antiguo se agotó, estos fueron transferidos a la titulación de grado—. Ha tenido trabajos como desarrollador de aplicaciones informáticas o profesor de matemáticas, física y química en la educación no reglada. No tiene hijos.
En 2013 se afilió a Cs, aunque previamente militó durante unos meses en UPyD. Tras su salto al partido naranja, comenzó a ejercer la responsabilidad del área de comunicación. En 2015 ocupó el primer puesto en la lista de Ciudadanos al Parlamento de Cantabria después de ganar las elecciones primarias de su partido.
En las elecciones al Parlamento de Cantabria de 2015, la formación obtuvo dos diputados y Gómez se convirtió como consecuencia en el portavoz parlamentario del partido dentro del Grupo Mixto. En las elecciones municipales de ese mismo año, fue elegido como concejal del Ayuntamiento de Santa Cruz de Bezana después de presentarse en el segundo puesto de la lista; sin embargo, ocupó brevemente este cargo debido a las incompatibilidades establecidas por el partido. Al ser elegido Félix Álvarez como cabeza de lista de Ciudadanos al Parlamento de Cantabria, Rubén pasó a ser el cabeza de lista de la formación naranja al Congreso por Cantabria en las elecciones generales de España de 2019, tras las que fue elegido diputado de la XIII legislatura de España.